# 敖汉部
敖汉部又译鄂罕等，是明代察哈尔八部之一、清朝蒙古部落。“敖汉”为“老大”“大王”的意思，是明末才出现的部名。
达延汗之子兀鲁思孛罗（或图鲁博罗特，存在争议）的曾孙岱青杜棱，所部号称敖汉，属于察哈尔万户。后金天聪元年（1627年），岱青杜棱子索诺木杜棱与弟塞臣卓哩克图归依皇太极，皇太极以开原（今辽宁省开原市）属地令索诺木杜棱居住，索诺木杜棱私猎盛京围场，开原的属地被收回，索诺木杜棱还回原处游牧。清崇德元年（1636年）敖汉部被编为一扎萨克旗，属昭乌达盟。宣统三年（1911年），又分为左右翼两旗，民初再增加一旗，上述三旗最终被满洲国废除，重新合并为一旗。今内蒙古自治区赤峰市有敖汉旗。